# Seb Dance

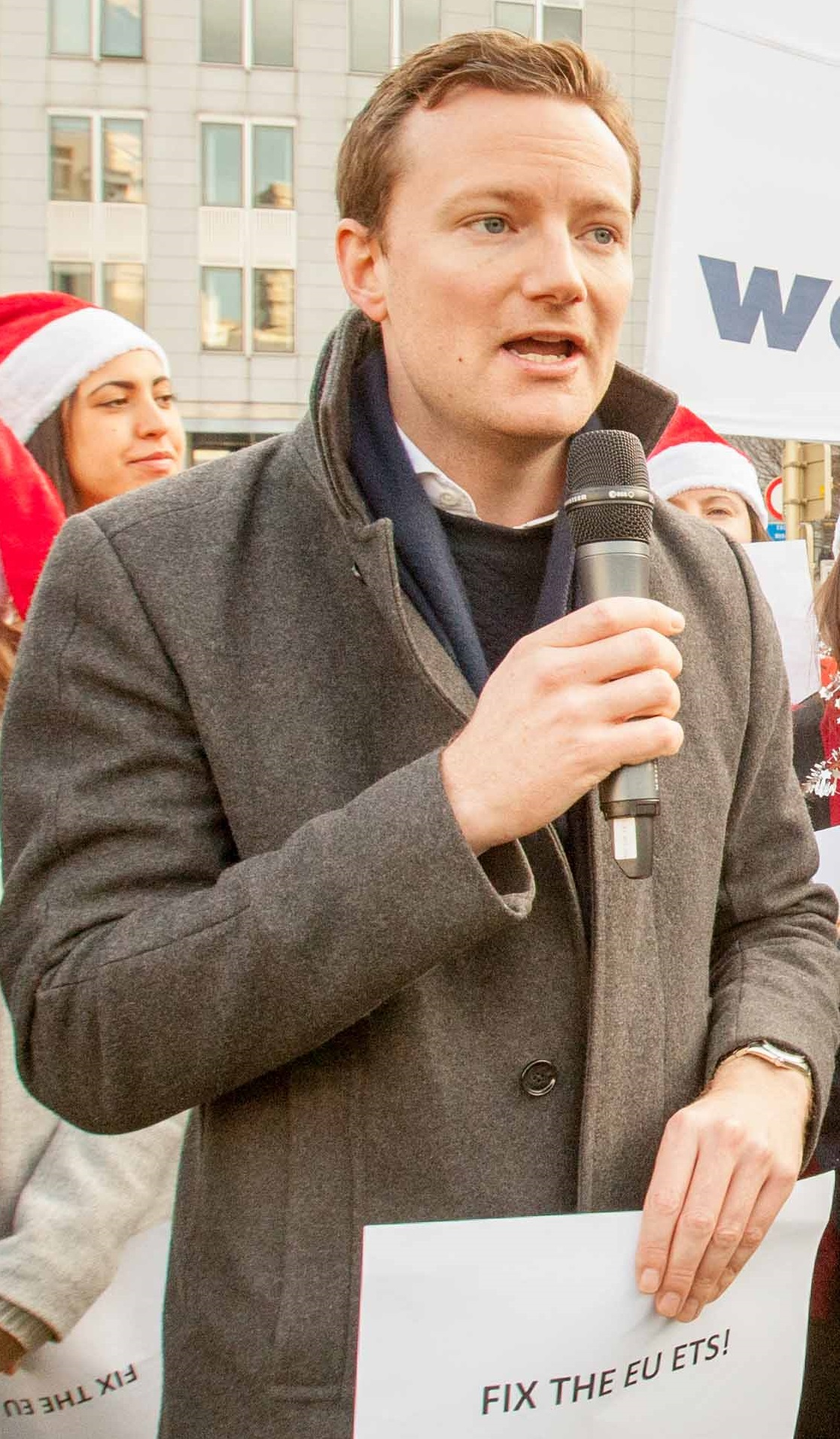
Seb Dance

Seb Dance (* 1. Dezember 1981 in Roehampton) ist ein britischer Politiker der Labour Party.

## Leben
Dance war Mitglied des Europäischen Parlaments für die Region London für die Labour Party.
Er studierte an der University of Manchester. Nach seinem Studium wurde er Teil der Leitung der Studentenvertretung, der Manchester Student Union,  mit den Schwerpunkten Studentenkampanien und Beteiligung an der Fusion der Victoria University of Manchester und der University of Manchester Institute of Science and Technology. Dance wohnt mit seinem Lebenspartner, dem Politiker Spencer Livermore,  in London.

## Vorherige Arbeit
Bevor er ins Europäische Parlament einzog war Seb Dance bei der wohltätige Entwicklungshilfeorganisation ActionAid UK beschäftigt, wo er an Kompagnien für strukturelle Veränderungen für die Minderung von extremer Armut und Hunger weltweit gearbeitet hat. Er hat eine langfristige Kampagne gegen Steuerflucht von multinationalen Unternehmen geleitet.
Zuvor war er bei TLG, einem kleinen Telekommunikationsunternehmen, verantwortlich für die Kundenbetreuung im öffentlichen, privaten und wohltätigen Bereich für eine Vielzahl an Kampagnen.
Von 2007 bis 2009 hat er als Berater für den Staatssekretär für Nordirland gearbeitet, in der Zeit als die letzten Züge der Devolution von 1998 in Zusammenhang mit dem Karfreitagsabkommen – Polizeiliche und Kriminalrechtliche Zuständigkeiten – von der Labour-Regierung vollzogen wurden.

## Europäisches Parlament
Seb Dance wurde 2014 in das Europäische Parlament gewählt.
Dort saß er im Ausschuss für Umweltfragen, öffentliche Gesundheit und Lebensmittelsicherheit (ENVI), verantwortlich für Gesetzgebung im Bereich von Umweltqualität und die Luftqualität in London.
Er war ebenfalls Mitglied im Ausschuss für Entwicklung (DEVE), wo er die Ausgaben und Prioritäten des Budgets der EU für Entwicklungshilfe überwachte.
Seb war Schattenberichterstatter für nationale Emissionshöchstmengen für bestimmte Luftschadstoffe. Er war ebenfalls Schattenberichterstatter für Vorschläge der Europäischen Kommission für Ansätze zur Bekämpfung der Verbindung zwischen Konflikten und dem Handel von Mineralien, die in entsprechenden Region gefördert werden.